# Chrysocraspeda holobapta
Chrysocraspeda holobapta là một loài bướm đêm trong họ Geometridae.